# Peeling
Peeling je odstraňování mrtvých buněk kůže za účelem odstranění odumřelých částí pokožky. Provádí se nejčastěji pomocí krému, který obsahuje hrubé částečky - tzv. mechanický peeling. Alternativou je chemický peeling. Používá se při něm peelingová směs různých látek – nejčastěji hydroxykyselin. Lékař nanese směs na obličej pomocí štětečku a povrchová vrstva kůže se následně díky chemickým látkám odloupne. Odloučené buňky se pak nahrazují novými. Používá se například na akné, pihy, nebo pigmentové skvrny. Tato procedura by se neměla provádět častěji než jedenkrát týdně, jinak hrozí poškození pokožky. Existuje obličejový i tělový peeling.
Částečkový peeling způsobuje rozsáhlé ekologické škody. Znečišťuje životní prostředí plastovými mikrogranulemi (tzv. mikroplasty), které se stávají součástí potravního řetězce. Proto byl ve Spojených státech zakázán.
Ultrazvukový peeling je neinvazivní kosmetický zákrok, který používá ultrazvukové vlny k odstranění odumřelých buněk z povrchu pokožky. Ultrazvukové vlny vytvářejí vibrace, které rozkládají vazby mezi odumřelými buňkami a umožňují jejich snadné odstranění.